# 奧萊夫斯克區

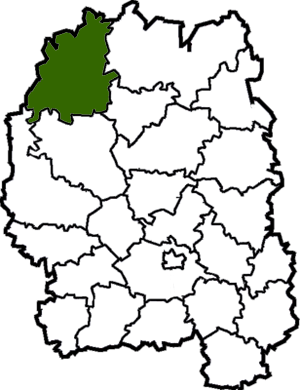
撤销前奧萊夫斯克區在日托米爾州的位置

奧萊夫斯克區（烏克蘭語：Олевський район），曾是烏克蘭日托米爾州的一個區，位於該國北部，行政中心設於奧萊夫斯克，面積2,248平方公里，2013年人口41,934，人口密度每平方公里18.65人。
该区在2020年7月18日的乌克兰行政区划改革中被撤销，改革后日托米爾州下分为4个区。奧萊夫斯克合并至科羅斯堅區。
51°13′27″N 27°39′10″E / 51.22417°N 27.65278°E